# Alcide Mara
 (décembre 2015).
Si vous disposez d'ouvrages ou d'articles de référence ou si vous connaissez des sites web de qualité traitant du thème abordé ici, merci de compléter l'article en donnant les références utiles à sa vérifiabilité et en les liant à la section « Notes et références ».
Alcide Mara, nom de plume de Pierre Louyot, fils de l'auteur Michel Louyot, est un poète français né à Metz le 8 mars 1970 et mort le 19 décembre 2012 à Chantilly.

## Œuvres
- 1996 : Stradivarius latrines, éditions Callipyge
- 2005 : Boire les miroirs, poèmes collection  "L'Arpenteur", Gallimard.
- 2009 : Tout n'est pas rose, illustrations de Jean-Marie Queneau, éditions de La Goulotte
- 2012 : Le Plancher d'Alcide , blog

Post mortem
- 2013 : Notes d'un oisif, Collège de Pataphysique
- 2013 : Véronique, Au Crayon qui tue.
- 2015 : Correspondance du poète Alcide Mara et du peintre Jean-Marie Queneau, Au Crayon qui tue, éditeur.
- 2016 : Voilà tout , Papier Gâchette .